# Leila Barros
Leila Gomes de Barros Rêgo GCRB (Taguatinga, Distrito Federal, 30 de setembro de 1971) é uma política e esportista brasileira. É conhecida também como Leila do Vôlei, tendo usado este nome como nome político até 2018. Filiada ao PDT, é, desde 2019, senadora da República pelo Distrito Federal Anteriormente, foi secretária de Esportes e Lazer de 2015 a 2018.
Como jogadora de vôlei na Seleção Brasileira de Voleibol Feminino, Barros obteve as medalhas de bronze nos Jogos Olímpicos de 1996 e de 2000. Em 1999, recebeu medalha de ouro nos Jogos Pan-Americanos. Por duas edições, foi designada a melhor jogadora do Grand Prix de Voleibol. Posteriormente, atuou no vôlei de praia e foi comentarista esportiva antes de iniciar sua carreira política.

## Família e início da vida
Nascida em Taguatinga, uma região administrativa do Distrito Federal, Barros é filha do mecânico Francisco e da dona de casa Francisca. Seus pais se mudaram do Ceará para a capital federal durante a década de 1970. Barros tem um irmão mais novo, o músico Marcelo Cram.
Nos centros educacionais públicos de Taguatinga, Barros foi incentivada a jogar vôlei pelo professor de Educação Física. Aos treze anos de idade, se mudou para o Plano Piloto, para estudar em um colégio particular, onde recebeu uma bolsa de estudos, depois que a freira irmã Stella a viu jogando em um campeonato escolar. Até completar os estudos, a freira abrigou Leila em um quartinho do colégio e levava almoço para ela.
Aos 17 anos, Barros foi sozinha participar de uma seletiva no Minas Tênis Clube, em Belo Horizonte, passou no teste e iniciou sua carreira como atleta.
Barros é casada com o também atleta Emanuel Rego, que conheceu enquanto jogava vôlei de praia. Eles têm um filho juntos, Lukas.

## Carreira esportiva

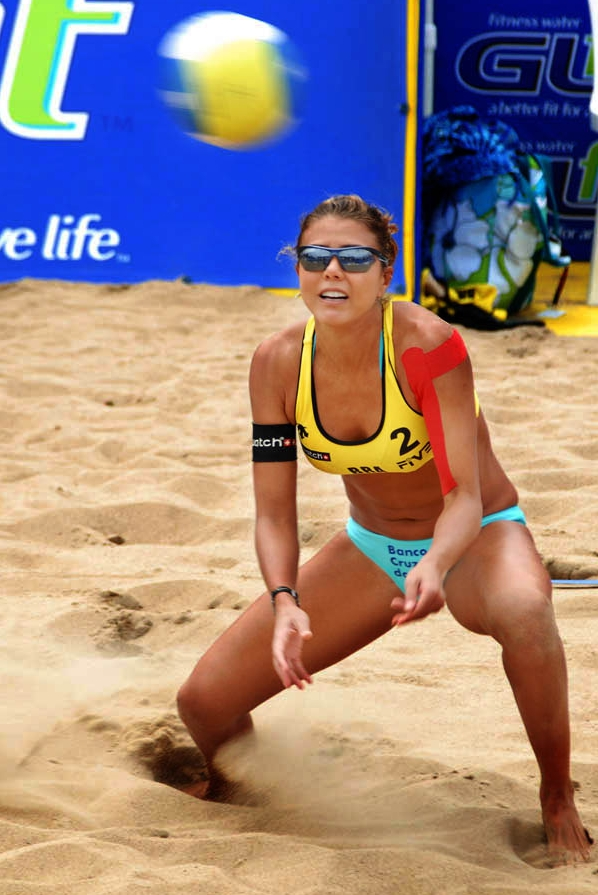
Leila jogando vôlei de praia, em 2007

Barros mantinha como esportes favoritos o vôlei e o handebol. Enquanto estudava e incentivada por seu professor de educação física, começou a jogar vôlei. Em 1988, iniciou a carreira profissional no Minas Tênis Clube, em Belo Horizonte, Minas Gerais. Em 1990, foi aceita na Seleção Brasileira de Voleibol Feminino.
Como atleta, Barros tinha os longos saltos como uma de suas características mais marcantes em quadra. Ela jogava na posição de ponta. Ao longo de sua carreira, atuou pelas equipes MRV/Suggar, BCN, L'Ácqua di Fiori, Leites Nestlé, Flamengo, Força Olímpica/Brasil Telecom e Rexona-Ades.
Em 1992, Barros integrou a Seleção Brasileira de Voleibol Feminino que competiu nos Jogos Olímpicos de Barcelona. No entanto, considerada inexperiente, não jogou, permanecendo na reserva. Obteve as medalhas de bronze nos Jogos Olímpicos de Atlanta em 1996 e de Sydney em 2000, esta conquistada no dia de seu aniversário de 29 anos. Nos Jogos Pan-Americanos de Winnipeg em 1999, recebeu a medalha de ouro.
Barros foi escolhida a melhor jogadora do Grand Prix de Voleibol feminino nas edições de 1996 e 1998. Em 2000, foi nomeada a atleta feminina do ano pelo Comitê Olímpico Brasileiro (COB).
Em 2001, Barros passou a competir no vôlei de praia. Em 2002, formou uma dupla com Sandra Pires. Deixou a modalidade em 2003 e, no ano seguinte, anunciou que não voltaria a jogar na Seleção Brasileira de Voleibol Feminino após o técnico José Roberto Guimarães não convocá-la para os Jogos Olímpicos de Verão de Atenas, em 2004.
Barros trabalhou como comentarista de jogos de vôlei no SporTV, da Rede Globo, no Rio de Janeiro. Em 2006, voltou a residir no Distrito Federal. Alguns anos depois, ao lado da ex-líbero da Seleção Brasileira Ricarda Lima, iniciaram projetos sociais fomentando o esporte no Distrito Federal, como: o Projeto socioeducativo esportivo, em parceria com o Terceiro Setor; o Modelando a Vida, voltado à capacitação das mães dos jovens que faziam atividades esportivas; e o Brasília Vôlei, que se tornou um time de alto rendimento que representa a cidade nas competições.
Em 2015, Leila foi membro da Comissão Nacional de Atletas, que atua em defesa dos interesses dos esportistas brasileiros nas discussões que norteiam o setor. Durante três anos, também fez parte do Conselho Nacional do Esporte, colegiado de assessoria ao Ministro do Esporte no desenvolvimento de políticas em prol do desporto nacional.

### Títulos

#### Prêmios Internacionais
- Tricampeã do Grand Prix, em 1994, 1996 e 1998
- Campeã do BCV Cup, em 1995
- Medalhista Olímpica nos Jogos de Atlanta, em 1996
- Campeã dos Jogos Pan-americanos de Winnipeg, em 1999
- Campeã do Sul-americano adulto, em 1999
- Medalhista Olímpica nos Jogos de Sidney, em 2000

#### Prêmios nacionais
- Campeã Mineira pelo Minas Tênis Clube, em 1991, 1992, 1993 e 1994
- Campeã Paulista – Leites Nestlé, em 1998
- Campeã Brasileira – L’Áqua di Fiori, em 1993, Flamengo, em 2000 e Rexona, em 2004 e 2005
- Campeã Estadual do Rio – Flamengo, em 2000, Rexona, em 2004 e 2005

#### Premiações individuais
- Melhor jogadora da BCV Cup, em 1995
- Melhor jogadora do Grand Prix, em 1996 e 1998[5][6]
- Melhor atacante da Copa do Mundo do Japão, em 1996
- Melhor atleta feminina do Brasil, na modalidade Voleibol, eleita pelo COB, em 2000

### Clubes
| Clube                         | País   | De   | Até  |
| ----------------------------- | ------ | ---- | ---- |
| Minas Tênis Clube             | Brasil | 1988 | 1992 |
| L'Acqua di Fiori/Minas        | Brasil | 1992 | 1995 |
| BCN/Guarujá                   | Brasil | 1995 | 1996 |
| MRV-Suggar/Minas              | Brasil | 1996 | 1998 |
| Leites Nestlé                 | Brasil | 1998 | 1999 |
| C.R. Flamengo                 | Brasil | 1999 | 2001 |
| Brasil Telecom/Força Olímpica | Brasil | 2003 | 2004 |
| CRexona/Ades                  | Brasil | 2004 | 2005 |

## Carreira política

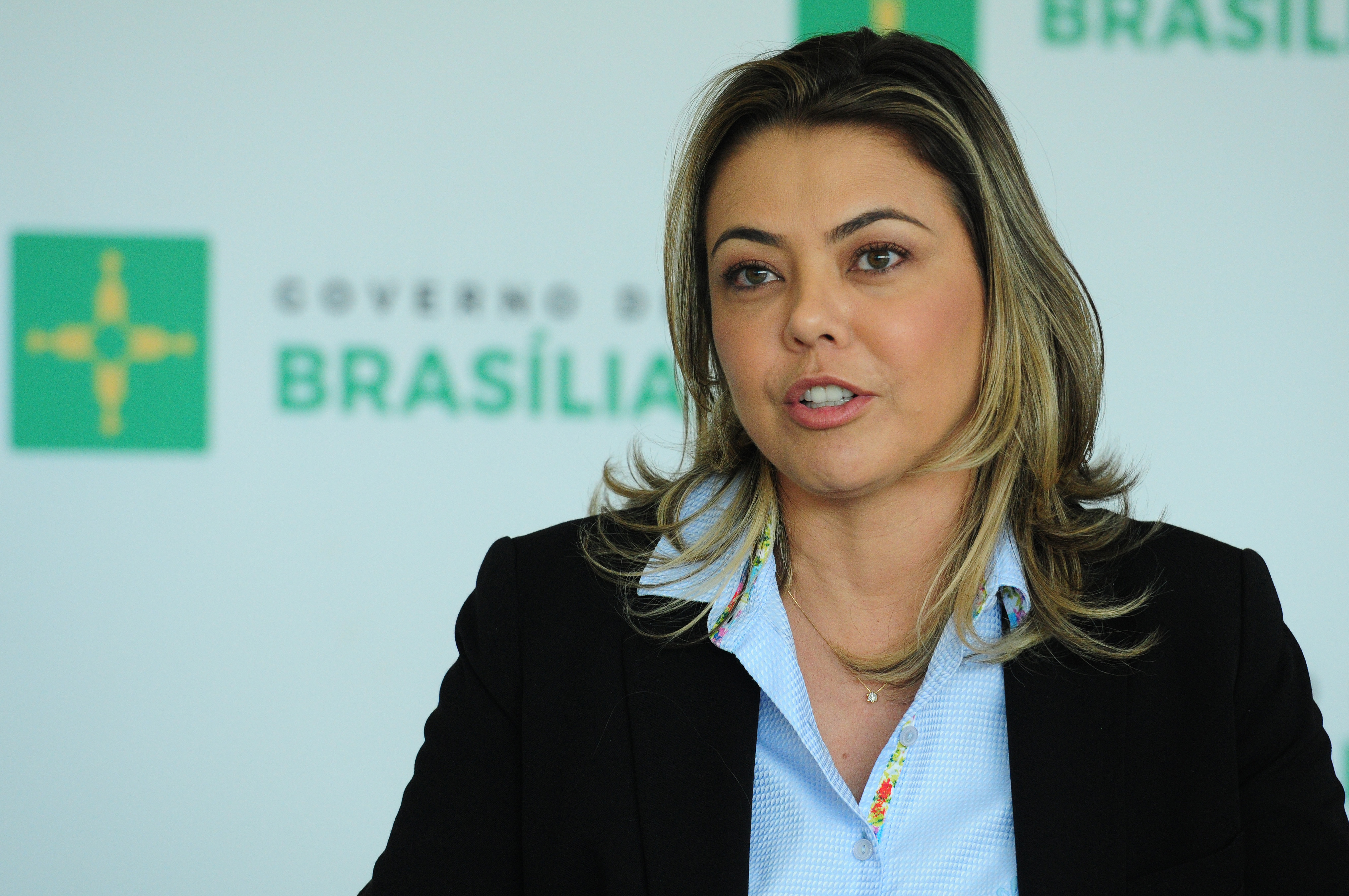
Barros em 2016

### Secretaria de Esporte e Lazer
Nas eleições de 2014, Barros concorreu a um assento na Câmara Legislativa do Distrito Federal pelo Partido Republicano Brasileiro (PRB). Com 11.125 votos, ou 0,73% dos votos válidos, foi a segunda mais votada de seu partido e a vigésima oitava no geral, obtendo a primeira suplência. Após a eleição, declarou que não descartaria concorrer novamente a um cargo público eletivo. Em dezembro de 2014, o governador eleito Rodrigo Rollemberg anunciou a designação de Barros para seu governo, como secretária de Esportes e Lazer do GDF, tornou-se a primeira mulher a exercer o cargo, ficando até 2018.

### Senado Federal
Em março de 2018, Barros desfiliou-se do PRB, logo depois ingressando no Partido Socialista Brasileiro (PSB), cuja liderança distrital a incentivava a concorrer à Câmara dos Deputados ou ao Senado. Optou eventualmente por concorrer ao Senado, liderando as pesquisas de opinião. Durante a campanha, defendeu o corte de "privilégios" e a redução nos gastos dos parlamentares. Em outubro, foi eleita com 467,5 mil votos, ou 17,76%, sendo a mais votada daquela eleição. Foi a primeira mulher a ser eleita ao Senado pelo Distrito Federal, além disso, em sua chapa foi acompanhada pela Leany Lemos, sua 1ª suplente.
Empossada no Senado em fevereiro de 2019, Barros foi eleita para ocupar a 4ª suplência da Mesa Diretora do Senado, sendo a única mulher do colegiado. Durante a disputa pelo comando da casa, defendeu o voto aberto na escolha do presidente e confirmou voto no senador José Reguffe. Como senadora, integrou o Bloco Parlamentar Senado Independente, foi líder da Bancada do Distrito Federal, até maio de 2021, e é a atual Procuradora da Mulher no Senado.

### Candidatura ao governo do Distrito Federal
Em 2022, Barros ingressou no Partido Democrático Trabalhista (PDT) e se candidatou ao governo do Distrito Federal. Em outubro daquele ano, não foi eleita, obtendo 79.597 votos, 4,81% do total, ficando na quinta colocação.

## Condecorações
| Insígnia | País   | Honra                                 | Data                   |
| -------- | ------ | ------------------------------------- | ---------------------- |
|          | Brasil | Grande Oficial da Ordem de Rio Branco | 21 de novembro de 2023 |